# Weltmissionskonferenz
Der Begriff Weltmissionskonferenz (offiziell: Konferenz für Weltmission und Evangelisation) bezeichnet die seit Beginn des 20. Jahrhunderts stattfindenden großen ökumenischen Konferenzen, die sich mit dem Inhalt und der Entwicklung der christlichen Mission beschäftigen. Sie werden heute von der Kommission für Weltmission und Evangelisation des Ökumenischen Rates der Kirchen organisiert.

## Erste Weltmissionskonferenz 1910 in Edinburgh
Die erste Weltmissionskonferenz, 1910 in Edinburgh, Schottland, gilt als Ausgangspunkt der modernen ökumenischen Bewegung, obwohl die große Mehrheit der 1200 Delegierten aus evangelischen Kirchen und Missionsgesellschaften aus dem anglo-amerikanischen Raum kamen. Europäer waren in der Minderheit, weder die römisch-katholische noch die orthodoxen Kirchen waren eingeladen worden. Die Konferenz betonte das Konzept der Verkündigung des Evangeliums an die „Heiden“ und der Ausbreitung der Werte der „westlichen Zivilisation“.
Ein Fortsetzungsausschuss verfolgte die durch die Konferenz aufgeworfenen Fragen weiter und bereitete die Gründung eines Internationalen Missionsrates vor.

## Konferenzen des Internationalen Missionsrates (1921–1961)
Die nächste Konferenz 1928 in Jerusalem musste diese triumphalistische Haltung verarbeiten. Der Erste Weltkrieg, von „christlichen“ Ländern ausgelöst, hatte das Ideal der „westlichen Zivilisation“ als Verkörperung des Evangeliums in Frage gestellt. Die Oktoberrevolution 1917 ließ den westlichen Traum von der Evangelisation der ganzen Welt „in einer Generation“ zur Illusion werden.
Die dritte Konferenz fand 1938 – vor dem Ausbruch des Zweiten Weltkriegs und inmitten des wachsenden Faschismus in vielen der so genannten christlichen Länder – in Tambaram unweit von Madras, Indien, statt. Dort wurden Grundlagen für den Dialog mit anderen Religionen gelegt, aber gleichzeitig die „letztgültige Wahrheit“ des Christentums verteidigt. Aus dem Deutschen Reich nahmen sechs Vertreter an der Konferenz teil: Alice Bühring, Walter Freytag, Karl Hartenstein, Carl Ihmels, Siegfried Knak und Martin Schlunk. Knak erhielt zunächst keine Ausreisegenehmigung, da er leitendes Mitglied der Bekennenden Kirche war. Auf Intervention von Schlunk und Ihmels beim zuständigen Minister in Berlin erhielt er dann aber doch die erforderliche Genehmigung.
Die vierte Konferenz 1947 in Whitby, Kanada, fand in kleinem Rahmen statt. Sie setzte sich nach dem Schock des Zweiten Weltkriegs mit den grundlegenden Veränderungen in der Welt auseinander. Whitby wurde bekannt für seinen Leitspruch „Partnerschaft im Gehorsam“. Die Delegierten gaben die Begriffe „christliche“ und „nicht-christliche“ Länder auf und eröffneten der Missionstheologie damit ganz neue Wege. Sie hoben auch die Bedeutung guter Beziehungen mit dem Ökumenischen Rat der Kirchen hervor, dessen Gründungsversammlung 1948 erfolgte.
Die fünfte Weltmissionskonferenz 1952 in Willingen, Deutschland, war mit einer revolutionären Welt konfrontiert. China, traditionelles Missionsgebiet, verwies alle Missionare des Landes. Die Konferenz erkannte, dass die politischen Ereignisse in der Welt Auswirkungen auf die Mission hatten, und ging dazu über, christliche Mission als von Gott ausgehende Mission (Missio Dei) zu verstehen.
1958 in Accra, Ghana, wurde die Vereinigung von Weltmissionskonferenz und ÖRK beschlossen, aber erst auf der 3. Vollversammlung des ÖRK 1961 in Neu-Delhi wurde die „Integration von Kirche und Mission“ vollzogen. Damals waren die orthodoxen Kirchen dem Weltkirchenrat beigetreten und die römisch-katholische Kirche entsandte Beobachter.

## Konferenzen der Abteilung für Weltmission und Evangelisierung des ÖRK (1961–2000)
Die erste ÖRK-Weltmissionskonferenz fand 1963 unter dem Thema „Mission in sechs Kontinenten“ in Mexiko-Stadt statt. Es war eine Zeit, in der Säkularisierung und nichtreligiöse Ausdrucksformen christlichen Glaubens und Handelns, insbesondere im Westen, positiv beurteilt wurden.
Auf der siebten Weltmissionskonferenz 1972/1973 in Bangkok, Thailand, traten die Begriffe „Kontext“ und „Kultur“ in den Vordergrund, und die Delegierten setzten sich intensiv mit Ausbeutung und Ungerechtigkeit in den Beziehungen zwischen der Dritten und der Ersten Welt sowie zwischen den Kirchen auseinander. Die afrikanischen Kirchen schlugen ein befristetes „Moratorium“ für den Transfer von Geld und die Aussendung von Missionaren aus dem Norden in den Süden vor.
Die achte Weltmissionskonferenz 1980 in Melbourne, Australien, stellte unter dem Einfluss lateinamerikanischer Befreiungstheologie die Rolle der Armen und Unterdrückten in Gottes Mission in den Vordergrund und hob die radikalen Aspekte des Evangeliums hervor. Die Konferenz betonte die Kirche als heilende Gemeinschaft und beleuchtete den Umgang mit Macht in Politik, Kirche und Mission.
Die neunte Weltmissionskonferenz 1989 in San Antonio, USA, wurde bekannt für den Konsens, zu dem sie im Blick auf die Beziehungen zwischen Christentum und anderen Religionen gelangte: „Wir können keinen anderen Weg des Heils bezeugen als Jesus Christus; gleichzeitig können wir Gottes Heilshandeln keine Grenzen setzen.“
Die zehnte Weltmissionskonferenz 1996 in Salvador da Bahía, Brasilien, war dem Verhältnis zwischen Evangelium und Kultur gewidmet. Die reiche Vielfalt der Kulturen wurde als Gabe Gottes in den Mittelpunkt gestellt und es wurde betont, dass die Bekräftigung der eigenen kulturellen Identität in der Mission mit der Offenheit gegenüber anderen Identitäten verbunden werden muss. Angesichts des zunehmenden Proselytismus (Mission im Einflussgebiet anderer Kirchen), der in Osteuropa mit dem Zusammenbruch der Sowjetunion einherging, bekräftigte Salvador die Ablehnung des Proselytismus durch den ÖRK und die Notwendigkeit einer Zusammenarbeit in der Mission.

## Konferenz der Kommission für Weltmission und Evangelisation (seit 2000)
Die erste Weltmissionskonferenz des 21. Jahrhunderts, 2005 in Athen, Griechenland, war auch die erste, die in einem Land mit einer orthodoxen Mehrheit (griechisch-orthodoxe Kirche) stattfand. Mit fast einem Viertel der 500 Teilnehmenden aus evangelikaler, pfingstkirchlicher und römisch-katholischer Tradition ging sie bewusst über die Mitgliedschaft des einladenden Weltkirchenrates hinaus. Die letzte Konferenz fand unter dem Titel „Moving in the Spirit – Called to transforming Discipleship“ vom 8. bis 13. März 2018 in Arusha/Tansania statt.